# Olive (formație)
Olive este un grup trip hop din nordul Angliei. A fost fondat în 1994 de producătorul muzical, instrumentistul și compozitorul Tim Kellett, producătorul și programatorul (muzical) Robin Taylor-Firth și cântăreața Ruth-Ann Boyle. Trupa a lansat două albume. Single-ul lor din 1996, „You're Not Alone” a ajuns pe poziția întâi în UK singles chart.

## Discografie

### Albume de studio
| An   | Album                                                        | UK | US Heat |
| ---- | ------------------------------------------------------------ | -- | ------- |
| 1996 | Extra Virgin - Lansat: 1996 - Label: RCA - Format: CD        | 15 | 32      |
| 2000 | Trickle - Lansat: 30 May 2000 - Label: Maverick - Format: CD | —  | 28      |

### Single-uri
| An   | Titlu                       | Poziție | Poziție | Poziție  | Poziție | Album        |
| An   | Titlu                       | UK      | US      | US Dance | IRE     | Album        |
| ---- | --------------------------- | ------- | ------- | -------- | ------- | ------------ |
| 1996 | "You're Not Alone"          | 1       | —       | —        | —       | Extra Virgin |
| 1996 | "Miracle"                   | 41      | —       | —        | —       | Extra Virgin |
| 1997 | "You're Not Alone" (remix)  | 1       | 56      | 5        | 3       | Extra Virgin |
| 1997 | "Outlaw"                    | 14      | —       | 4        | —       | Extra Virgin |
| 1997 | "Miracle" (remix)           | 41      | —       | 10       | —       | Extra Virgin |
| 1998 | "You Are Nothing" [promo] 1 | —       | —       | —        | —       | Extra Virgin |
| 2000 | "I'm Not in Love" 1         | —       | —       | 1        | —       | Trickle      |

1 – Released in the United States only.

### Videoclipuri
| An   | Titlu                              | Regizor(i)              |
| ---- | ---------------------------------- | ----------------------- |
| 1996 | "You're Not Alone" (Version one)   |                         |
| 1996 | "Miracle"                          | Karen Lamond            |
| 1996 | "You're Not Alone" (Version two)   | Pascal d'Hoeraene       |
| 1997 | "You're Not Alone" (Version three) |                         |
| 1997 | "Outlaw"                           |                         |
| 2000 | "I'm Not in Love"                  | Natalie MacGowan Spence |

## Legături externe
- Ruth-Ann Arhivat în 21 iulie 2010, la Wayback Machine. official site
- Official Maverick-era site la Wayback Machine.
- Olive (discografie) la MusicBrainz
- BlancoMusic Arhivat în 4 martie 2012, la Wayback Machine.
- BudNubac sample[nefuncțională]